# Hotanahallipura, Alur
Hotanahallipura là một làng thuộc tehsil Alur, huyện Hassan, bang Karnataka, Ấn Độ.